# Bobby Alto
Robert Altomare (30 de octubre de 1938 – 28 de abril de 2012), conocido profesionalmente como Bobby Alto, fue un actor y cómico estadounidense. Junto a Buddy Mantia, hicieron el grupo cómico basado Alto & Mantia. Ambos actuaron en el The Tonight Show Starring Johnny Carson (1971) y Toast of the Town con Ed Sullivan (1968).  Alto y Mantia también trabajaron junto a Marvin Braverman en el grupo cómico The Untouchables.

## Carrera
Entre los trabajos de Alto se incluyen Love Is All There Is (1996), Crocodile Dundee (1986), El príncipe de la ciudad (Prince of the City) (1981) y The Death Collector (1976).  Apareció también en el episodio de Law & Order en 1992 y algunos comerciales. En Broadway, Alto también lideró la producción teatral 3 From Brooklyn en 1992 y Lovers and Other Strangers.
Junto a su socio Buddy Mantia, Alto también fue vocalista en la canción "It's a Super-Spectacular Day", grabado en 1980. La canción fue presentada como The Dr. Demento Show antes de ser distribuido en un single por MAD Magazine.

## Filmografía

### Film
| Año  | Título en español              | Título original      | Rol        |
| ---- | ------------------------------ | -------------------- | ---------- |
| 1971 | Tal para cual                  | Made for Each Other  | Al         |
| 1976 | The Death Collector            | The Death Collector  | Serge      |
| 1981 | El príncipe de la ciudad       | Prince of the City   | Mr. Kanter |
| 1986 | Crocodile Dundee               | Crocodile Dundee     | Pug Nose   |
| 1996 | El amor es lo único que existe | Love Is All There Is | Joe Fasuli |
| 2006 | Última voluntad                | The Last Request     | Dr. Davis  |

### Televisión
| Año  | Título            | Papel         | Notas                                    |
| ---- | ----------------- | ------------- | ---------------------------------------- |
| 1977 | Good Penny        | Herb          | TV Movie                                 |
| 1981 | The Edge of Night | Larry         | Episode: "Episode #1.6559"               |
| 1982 | Baker's Dozen     | Collins       | Episode: "What a Difference a Cop Makes" |
| 1992 | Law & Order       | Desk Sergeant | Episode: "The Working Stuff"             |